# Neftečalinski rajon
Neftečalinski rajon (azerski: Neftçala rayonu) je jedan od 66 azerbajdžanskih rajona. Neftečalinski rajon se nalazi na jugu Azerbajdžana te na zapadnoj obali Kaspijskog jezera. Središte rajona je Neftečala. Površina Neftečalinskog rajona iznosi 1.450 km². Neftečalinski rajon je prema popisu stanovništva iz 2009. imao 79.525 stanovnika, od čega su 39.067 muškarci, a 40.458 žene.
Neftečalinski rajon se sastoji od 27 općina.